# Julian Bashir
Julian Bashir är en fiktiv karaktär i Star Treks universum och porträtteras av Alexander Siddig i TV-serien Star Trek: Deep Space Nine.